# Ragnhild Holand
Ragnhild Holand (* 29. März 1938; † 13. Januar 2013) war eine norwegische Badmintonspielerin. Randi Holand war ihre Schwester.

## Karriere
Ragnhild Holand gewann nach fünf Siegen bei den Junioren 1957 ihren ersten nationalen Titel bei den Erwachsenen. Achtzehn weitere Titelgewinne folgten bis 1969. In der Dameneinzelkonkurrenz waren die Holand-Schwestern von 1953 bis 1969 ununterbrochen bei den Meisterschaften erfolgreich. Sie spielten ihre gesamte Karriere für den Sandefjord Badmintonklubb.

## Sportliche Erfolge
| Saison | Veranstaltung                                | Disziplin   | Platz | Name                                |
| ------ | -------------------------------------------- | ----------- | ----- | ----------------------------------- |
| 1955   | Norwegen: Einzelmeisterschaften der Junioren | Mixed       | 1     | Hans Sperre / Ragnhild Holand       |
| 1955   | Norwegen: Einzelmeisterschaften der Junioren | Dameneinzel | 1     | Ragnhild Holand                     |
| 1955   | Norwegen: Einzelmeisterschaften der Junioren | Damendoppel | 1     | Ragnhild Holand / Astri Holand      |
| 1956   | Norwegen: Einzelmeisterschaften der Junioren | Dameneinzel | 1     | Ragnhild Holand                     |
| 1957   | Norwegen: Einzelmeisterschaften der Junioren | Dameneinzel | 1     | Ragnhild Holand                     |
| 1957   | Norwegen: Einzelmeisterschaften              | Damendoppel | 1     | Randi Holand / Ragnhild Holand      |
| 1958   | Norwegen: Einzelmeisterschaften              | Damendoppel | 1     | Randi Holand / Ragnhild Holand      |
| 1959   | Norwegen: Einzelmeisterschaften              | Dameneinzel | 1     | Ragnhild Holand                     |
| 1959   | Norwegen: Einzelmeisterschaften              | Damendoppel | 1     | Randi Holand / Ragnhild Holand      |
| 1960   | Norwegen: Einzelmeisterschaften              | Damendoppel | 1     | Randi Holand / Ragnhild Holand      |
| 1961   | Norwegen: Einzelmeisterschaften              | Damendoppel | 1     | Randi Holand / Ragnhild Holand      |
| 1962   | Norwegen: Einzelmeisterschaften              | Damendoppel | 1     | Randi Holand / Ragnhild Holand      |
| 1963   | Norwegen: Einzelmeisterschaften              | Dameneinzel | 1     | Ragnhild Holand                     |
| 1963   | Norwegen: Einzelmeisterschaften              | Damendoppel | 1     | Randi Holand / Ragnhild Holand      |
| 1964   | Norwegen: Einzelmeisterschaften              | Dameneinzel | 1     | Ragnhild Holand                     |
| 1964   | Norwegen: Einzelmeisterschaften              | Damendoppel | 1     | Randi Holand / Ragnhild Holand      |
| 1965   | Norwegen: Einzelmeisterschaften              | Mixed       | 1     | Hans Sperre / Ragnhild Holand       |
| 1965   | Norwegen: Einzelmeisterschaften              | Dameneinzel | 1     | Ragnhild Holand                     |
| 1966   | Norwegen: Einzelmeisterschaften              | Damendoppel | 1     | Randi Holand / Ragnhild Holand      |
| 1966   | Norwegen: Einzelmeisterschaften              | Dameneinzel | 1     | Ragnhild Holand                     |
| 1967   | Norwegen: Einzelmeisterschaften              | Dameneinzel | 1     | Ragnhild Holand                     |
| 1968   | Norwegen: Einzelmeisterschaften              | Damendoppel | 1     | Randi Gulbrandsen / Ragnhild Holand |
| 1968   | Norwegen: Einzelmeisterschaften              | Mixed       | 1     | Hans Sperre / Ragnhild Holand       |
| 1969   | Norwegen: Einzelmeisterschaften              | Dameneinzel | 1     | Ragnhild Holand                     |